# Andriej Smirnow (dyplomata)
Andriej Andriejewicz Smirnow (ros. Андре́й Андре́евич Смирно́в, ur. 15 października 1905 w Moskwie, zm. 26 lutego 1982) – radziecki dyplomata.

## Życiorys
Członek WKP(b), ukończył Leningradzki Instytut Planowania, od 1936 pracował w Ludowym Komisariacie Spraw Zagranicznych ZSRR, od 1940 do 22 czerwca 1941 radca Ambasady ZSRR w Niemczech. Od 28 czerwca 1941 do 1 września 1943 ambasador nadzwyczajny i pełnomocny ZSRR w Iranie, 1943-1949 kierownik Wydziału III Europejskiego Ludowego Komisariatu/Ministerstwa Spraw Zagranicznych ZSRR, 1946-1949 wiceminister spraw zagranicznych RFSRR, od 31 marca do 14 października 1956 ambasador nadzwyczajny i pełnomocny ZSRR w Austrii. Od 14 października 1956 do 19 maja 1966 ambasador nadzwyczajny i pełnomocny ZSRR w RFN, od 19 maja 1966 do 9 stycznia 1969 ambasador nadzwyczajny i pełnomocny ZSRR w Turcji, 1969-1973 wiceminister spraw zagranicznych ZSRR, jednocześnie 1970-1973 przewodniczący Komisji ZSRR ds. UNESCO.